# Список територіальних громад Дніпропетровської області
Це список територіальних громад Дніпропетровської області, створених в рамках адміністративно-територіальної реформи 2015-2020.
27 травня 2015 року рішенням Дніпропетровської обласної ради був схвалена перша редакція перспективного плану формування громад. Протягом 2015 року було утворено 16 громад, у 2016 — ще 16.
Зараз у перспективному плані області налічується 85 громад.
Фактично ж існує 86 громад.

## Загальний перелік громад
Станом на 1 липня 2020 року.
| Громада             | Категорія        | Район            | Центр             |
| ------------------- | ---------------- | ---------------- | ----------------- |
| Дніпровська         | міська           | Дніпровський     | Дніпро            |
| Китайгородська      | сільська         | Дніпровський     | Китайгород        |
| Любимівська         | сільська         | Дніпровський     | Любимівка         |
| Ляшківська          | сільська         | Дніпровський     | Ляшківка          |
| Миколаївська        | сільська         | Дніпровський     | Миколаївка        |
| Могилівська         | сільська         | Дніпровський     | Могилів           |
| Новоолександрівська | сільська         | Дніпровський     | Новоолександрівка |
| Новопокровська      | селищна          | Дніпровський     | Новопокровка      |
| Обухівська          | селищна          | Дніпровський     | Обухівка          |
| Петриківська        | селищна          | Дніпровський     | Петриківка        |
| Підгородненська     | міська           | Дніпровський     | Підгородне        |
| Святовасилівська    | сільська/селищна | Дніпровський     | Святовасилівка    |
| Слобожанська        | селищна          | Дніпровський     | Слобожанське      |
| Солонянська         | селищна          | Дніпровський     | Солоне            |
| Сурсько-Литовська   | сільська         | Дніпровський     | Сурсько-Литовське |
| Царичанська         | селищна          | Дніпровський     | Царичанка         |
| Чумаківська         | сільська         | Дніпровський     | Чумаки            |
| Божедарівська       | селищна          | Кам’янський      | Божедарівка       |
| Верхівцівська       | міська           | Кам’янський      | Верхівцеве        |
| Верхньодніпровська  | міська           | Кам’янський      | Верхньодніпровськ |
| Вишнівська          | селищна          | Кам’янський      | Вишневе           |
| Вільногірська       | міська           | Кам'янський      | Вільногірськ      |
| Жовтоводська        | міська           | Кам'янський      | Жовті Води        |
| Затишнянська        | сільська         | Кам’янський      | Затишне           |
| Кам'янська          | міська           | Кам'янський      | Кам'янське        |
| Криничанська        | селищна          | Кам’янський      | Кринички          |
| Лихівська           | селищна          | Кам’янський      | Лихівка           |
| П'ятихатська        | міська           | Кам’янський      | П'ятихатки        |
| Саксаганська        | сільська         | Кам’янський      | Саксагань         |
| Апостолівська       | міська           | Криворізький     | Апостолове        |
| Вакулівська         | сільська         | Криворізький     | Вакулове          |
| Глеюватська         | сільська         | Криворізький     | Глеюватка         |
| Гречаноподівська    | сільська         | Криворізький     | Гречані Поди      |
| Грушівська          | сільська         | Криворізький     | Грушівка          |
| Девладівська        | сільська/селищна | Криворізький     | Девладове         |
| Зеленодольська      | міська           | Криворізький     | Зеленодольськ     |
| Карпівська          | сільська         | Криворізький     | Карпівка          |
| Криворізька         | міська           | Криворізький     | Кривий Ріг        |
| Лозуватська         | сільська         | Криворізький     | Лозуватка         |
| Нивотрудівська      | сільська         | Криворізький     | Нива Трудова      |
| Новолатівська       | сільська         | Криворізький     | Новолатівка       |
| Новопільська        | сільська         | Криворізький     | Новопілля         |
| Софіївська          | селищна          | Криворізький     | Софіївка          |
| Широківська         | селищна          | Криворізький     | Широке            |
| Марганецька         | міська           | Нікопольський    | Марганець         |
| Мирівська           | сільська/селищна | Нікопольський    | Мирове            |
| Томаківська         | селищна          | Нікопольський    | Томаківка         |
| Нікопольська        | міська           | Нікопольський    | Нікополь          |
| Першотравневська    | сільська         | Нікопольський    | Першотравневе     |
| Покровська          | міська           | Нікопольський    | Покров            |
| Покровська          | сільська         | Нікопольський    | Покровське        |
| Червоногригорівська | селищна          | Нікопольський    | Червоногригорівка |
| Личківська          | сільська         | Новомосковський  | Личкове           |
| Магдалинівська      | селищна          | Новомосковський  | Магдалинівка      |
| Новомосковська      | міська           | Новомосковський  | Новомосковськ     |
| Губиниська          | селищна          | Новомосковський  | Губиниха          |
| Перещепинська       | міська           | Новомосковський  | Перещепине        |
| Піщанська           | сільська         | Новомосковський  | Піщанка           |
| Черкаська           | селищна          | Новомосковський  | Черкаське         |
| Чернеччинська       | сільська         | Новомосковський  | Чернеччина        |
| Богданівська        | сільська         | Павлоградський   | Богданівка        |
| Вербківська         | сільська         | Павлоградський   | Вербки            |
| Межиріцька          | сільська         | Павлоградський   | Межиріч           |
| Павлоградська       | міська           | Павлоградський   | Павлоград         |
| Тернівська          | міська           | Павлоградський   | Тернівка          |
| Троїцька            | сільська         | Павлоградський   | Троїцьке          |
| Юр'ївська           | селищна          | Павлоградський   | Юр'ївка           |
| Брагинівська        | сільська         | Синельниківський | Богинівка         |
| Васильківська       | селищна          | Синельниківський | Васильківка       |
| Великомихайлівська  | сільська         | Синельниківський | Великомихайлівка  |
| Дубовиківська       | сільська         | Синельниківський | Дубовики          |
| Зайцівська          | сільська         | Синельниківський | Зайцеве           |
| Іларіонівська       | селищна          | Синельниківський | Іларіонове        |
| Межівська           | селищна          | Синельниківський | Межова            |
| Миколаївська        | сільська         | Синельниківський | Миколаївка        |
| Новопавлівська      | сільська         | Синельниківський | Новопавлівка      |
| Першотравенська     | міська           | Синельниківський | Першотравенськ    |
| Петропавлівська     | селищна          | Синельниківський | Петропавлівка     |
| Покровська          | селищна          | Синельниківський | Покровське        |
| Раївська            | сільська         | Синельниківський | Раївка            |
| Роздорська          | селищна          | Синельниківський | Роздори           |
| Синельниківська     | міська           | Синельниківський | Синельникове      |
| Славгородська       | селищна          | Синельниківський | Славгород         |
| Слов'янська         | сільська         | Синельниківський | Слов'янка         |
| Українська          | сільська/селищна | Синельниківський | Українське        |

Станом на 1 березня 2017 року.
| Громада                      | Центр                  | Дата створення   | Район                  | К-сть НП | Площа, км² | Населення (2016) |
| ---------------------------- | ---------------------- | ---------------- | ---------------------- | -------- | ---------- | ---------------- |
| Апостолівська міська         | місто Апостолове       | 5 серпня 2015    | Апостолівський район   | 20       | 679,5      | 23 948           |
| Грушівська сільська          | село Грушівка          | 31 липня 2015    | Апостолівський район   | 7        | 261,0      | 6754             |
| Зеленодольська міська        | місто Зеленодольськ    | 30 липня 2015    | Апостолівський район   | 4        | 276,3      | 19 988           |
| Нивотрудівська сільська      | село Нива Трудова      | 3 серпня 2015    | Апостолівський район   | 8        | 129,0      | 5071             |
| Васильківська селищна        | смт Васильківка        | 11 серпня 2016   | Васильківський район   | 20       | 456,5      | 16 702           |
| Новоолександрівська сільська | село Новоолександрівка | 14 серпня 2015   | Дніпровський район     | 12       | 226,2      | 11 218           |
| Слобожанська селищна         | смт Слобожанське       | 14 серпня 2015   | Дніпровський район     | 2        | 166,4      | 14 473           |
| Сурсько-Литовська сільська   | село Сурсько-Литовське | 14 серпня 2015   | Дніпровський район     | 4        | 121,5      | 6093             |
| Аульська селищна             | смт Аули               | 2 серпня 2016    | Криничанський район    | 3        | 112,5      | 5182             |
| Божедарівська селищна        | смт Божедарівка        | 22 липня 2016    | Криничанський район    | 21       | 265,9      | 5816             |
| Криничанська селищна         | смт Кринички           | 2 серпня 2016    | Криничанський район    | 21       | 264,4      | 8831             |
| Новопавлівська сільська      | село Новопавлівка      | 8 вересня 2016   | Межівський район       | 11       | 32,7       | 4252             |
| Чкаловська сільська          | село Чкалове           | 8 вересня 2016   | Нікопольський район    | 2        | 91,7       | 2972             |
| Богданівська сільська        | село Богданівка        | 14 серпня 2015   | Павлоградський район   | 9        | 362,8      | 6957             |
| Вербківська сільська         | село Вербки            | 14 серпня 2015   | Павлоградський район   | 12       | 450,3      | 7649             |
| Великомихайлівська сільська  | село Великомихайлівка  | 9 вересня 2016   | Покровський район      | 16       | 217,2      | 4094             |
| Маломихайлівська сільська    | село Маломихайлівка    | 12 вересня 2016  | Покровський район      | 4        | 236,2      | 4382             |
| Покровська селищна           | смт Покровське         | 9 вересня 2016   | Покровський район      | 31       | 439,4      | 17 284           |
| Вишнівська селищна           | смт Вишневе            | 8 вересня 2016   | П'ятихатський район    | 9        | 158,3      | 3890             |
| Лихівська селищна            | смт Лихівка            | 12 серпня 2016   | П'ятихатський район    | 11       | 253,0      | 3540             |
| Роздорська селищна           | смт Роздори            | 8 вересня 2016   | Синельниківський район | 10       | 144,8      | 3261             |
| Святовасилівська сільська    | с-ще Святовасилівка    | 14 серпня 2015   | Солонянський район     | 19       | 231,4      | 4327             |
| Новопокровська селищна       | смт Новопокровка       | 14 серпня 2015   | Солонянський район     | 14       | 229,3      | 4319             |
| Солонянська селищна          | смт Солоне             | 14 серпня 2015   | Солонянський район     | 18       | 333,0      | 14 123           |
| Жовтнева сільська            | село Вакулове          | 14 серпня 2015   | Софіївський район      | 18       | 286,2      | 3137             |
| Софіївська селищна           | смт Софіївка           | 18 серпня 2016   | Софіївський район      | 8        | 303,5      | 8337             |
| Мирівська сільська           | с-ще Мирове            | 4 листопада 2015 | Томаківський район     | 7        | 129,7      | 3468             |
| Томаківська селищна          | смт Томаківка          | 18 серпня 2016   | Томаківський район     | 30       | 671,9      | 14 992           |
| Ляшківська сільська          | село Ляшківка          | 14 серпня 2015   | Царичанський район     | 9        | 82,2       | 2185             |
| Могилівська сільська         | село Могилів           | 28 серпня 2015   | Царичанський район     | 2        | 146,6      | 3692             |
| Царичанська селищна          | смт Царичанка          | 16 серпня 2016   | Царичанський район     | 23       | 453,5      | 15 178           |
| Гречаноподівська сільська    | село Гречані Поди      | 12 вересня 2016  | Широківський район     | 13       | 206,5      | 3642             |
| Новолатівська сільська       | село Новолатівка       | 15 серпня 2016   | Широківський район     | 11       | 278,0      | 2770             |
| Варварівська сільська        | село Варварівка        | 10 серпня 2016   | Юр'ївський район       | 10       | 151,7      | 2529             |